# Massacre na escola de Mpondwe
O Massacre na escola de Mpondwe ocorreu em 16 de junho de 2023 quando rebeldes das Forças Democráticas Aliadas (ADF), um grupo jihadista supostamente vinculado ao Estado Islâmico, atacaram uma escola secundária em Mpondwe, uma cidade no distrito de Kasese, no oeste do Uganda, na fronteira com a República Democrática do Congo. 42 pessoas foram mortas, incluindo 38 estudantes; 8 ficaram feridos.

## Antecedentes
A Escola Secundária Mpondwe Lhubiriha é um colégio interno localizado em Mpondwe, distrito de Kasese. É uma instalação de propriedade privada, construída pela ONG canadense Partnerships for Opportunity Development Association (PODA). Na época do ataque de junho de 2023, 63 alunos moravam lá. De acordo com declarações da primeira-dama e ministra da Educação, Janet Museveni, a propriedade e o controle da escola eram motivo de disputa.

## Incidente
O ataque rebelde à escola ocorreu por volta das 23h30 EAT. Um grupo de cinco agressores incendiou o dormitório masculino e saqueou um armazém de alimentos durante a investida. Quarenta e duas pessoas foram mortas durante o ataque, incluindo 38 estudantes, um guarda escolar e três residentes locais; de acordo com a polícia, os falecidos tinham idades entre 12 e 95 anos. Dos estudantes mortos, 20 eram meninas que foram mortas a facadas, enquanto 18 eram meninos que morreram durante o incêndio criminoso. Oito pessoas ficaram gravemente feridas e hospitalizadas em estado crítico. Relatórios preliminares indicaram que outras seis pessoas foram sequestradas, quase todas estudantes do sexo feminino. Alguns dos corpos sofreram queimaduras extensas, necessitando de testes de DNA para fins de identificação. Os agressores também confrontaram a esposa do diretor da escola em sua casa no complexo, mas como ela estava amamentando, permitiram que ela e seus filhos fugissem antes de atearem fogo à casa.

## Perpetradores
De acordo com o major-general Dick Olum, da Força de Defesa Popular de Uganda, as forças de segurança receberam informações de inteligência indicando a presença de rebeldes na zona fronteiriça do lado da República Democrática do Congo (RDC) durante um mínimo de dois dias antes do ataque. A Polícia Nacional identificou as Forças Democráticas Aliadas (ADF) como responsáveis pelo ataque.

## Consequências
Fred Enanga, porta-voz da polícia nacional, afirmou que um número significativo de corpos foi transportado para o Hospital de Bwera. As autoridades afirmaram que os soldados perseguiram o grupo, que fugiu em direção ao Parque Nacional de Virunga, na República Democrática do Congo. Além disso, o Exército do Uganda mobilizou aeronaves para ajudar na localização do grupo rebelde.
Num comunicado de 19 de Junho, Enanga anunciou a detenção de 20 pessoas suspeitas de colaborar com as Forças Democráticas Aliadas, incluindo o diretor da escola. Também declarou que o número de alunos sequestrados permanecia incerto, mas era de cerca de seis. No dia 21 de Junho, as forças ugandesas resgataram três dos estudantes raptados no Parque Nacional de Virunga. O porta-voz militar Felix Kulayigye disse que dois terroristas foram mortos e duas armas foram recuperadas durante o resgate. Uma mulher com dois filhos que havia sido sequestrada fora da escola também foi resgatada.
O Ministério da Educação e Desportos compensou cada uma das famílias enlutadas com 5 milhões de xelins (cerca de 1.350 dólares, 1.058 libras ou 1.238 euros) para ajudá-las nas despesas funerárias. Os estudantes feridos receberam 2 milhões de xelins para ajudar a cobrir as suas despesas médicas.

## Reações internacionais
A União Africana, as Nações Unidas, a França e os Estados Unidos condenaram veementemente o ataque e apresentaram as suas condolências às famílias das vítimas.
O Secretário-Geral das Nações Unidas, António Guterres, disse no seu discurso que “os responsáveis por este ato horrível devem ser levados à justiça”.

## Nota
- Este artigo foi inicialmente traduzido, total ou parcialmente, do artigo da Wikipédia em inglês cujo título é «Mpondwe school massacre».